# Rajd Ypres 1990
Rajd Ypres 1990 (26. Ypres 24 Hours Rally) – 26. edycja rajdu samochodowego Rajd Ypres rozgrywanego w Belgii. Rozgrywany był od 30 czerwca do 1 lipca 1990 roku. Była to dwudziesta szósta runda Rajdowych Mistrzostw Europy w roku 1990 (rajd miał najwyższy współczynnik – 20) oraz czwarta runda Rajdowych Mistrzostw Belgii..

## Klasyfikacja rajdu
| Miejsce                                         | Kierowca                                        | Pilot                                           | Samochód                                        | Czas                                            | Strata                                          |                                                 |
| Klasyfikacja generalna, ERC i mistrzostw Belgii | Klasyfikacja generalna, ERC i mistrzostw Belgii | Klasyfikacja generalna, ERC i mistrzostw Belgii | Klasyfikacja generalna, ERC i mistrzostw Belgii | Klasyfikacja generalna, ERC i mistrzostw Belgii | Klasyfikacja generalna, ERC i mistrzostw Belgii | Klasyfikacja generalna, ERC i mistrzostw Belgii |
| ----------------------------------------------- | ----------------------------------------------- | ----------------------------------------------- | ----------------------------------------------- | ----------------------------------------------- | ----------------------------------------------- | ----------------------------------------------- |
| 1.                                              | Robert Droogmans                                | Ronny Joosten                                   | Lancia Delta Integrale 16V                      | 3:45:20                                         | 0.0                                             |                                                 |
| 2.                                              | Dario Cerrato                                   | Giuseppe Cerri                                  | Lancia Delta Integrale 16V                      | 3:46:12                                         | +52                                             |                                                 |
| 3.                                              | Grégoire De Mevius                              | Willy Lux                                       | BMW M3 E30                                      | 3:47:37                                         | +2:17                                           |                                                 |
| 4.                                              | Colin McRae                                     | Derek Ringer                                    | Ford Sierra RS Cosworth                         | 3:49:29                                         | +4:09                                           |                                                 |
| 5.                                              | Jean-Pierre van de Wauwer                       | Marc Collard-Bovy                               | Ford Sierra RS Cosworth                         | 3:50:20                                         | +5:00                                           |                                                 |
| 6.                                              | Renaud Verreydt                                 | Georges Biar                                    | Toyota Celica GT-4 (ST165)                      | 3:52:07                                         | +6:47                                           |                                                 |
| 7.                                              | Harald Demuth                                   | Manfred Hiemer                                  | Mitsubishi Galant VR-4                          | 3:53:15                                         | +7:55                                           |                                                 |
| 8.                                              | Bruno Thiry                                     | Dany Delvaux                                    | Opel Kadett GSI 16V                             | 3:53:42                                         | +8:22                                           |                                                 |
| 9.                                              | Erwin Doctor                                    | Theo Badenberg                                  | Ford Sierra RS Cosworth 4-door                  | 3:55:54                                         | +10:34                                          |                                                 |
| 10.                                             | Marc Soulet                                     | Philippe Willem                                 | Ford Sierra RS Cosworth 4-door                  | 3:55:55                                         | +10:35                                          |                                                 |